# Oisquercq

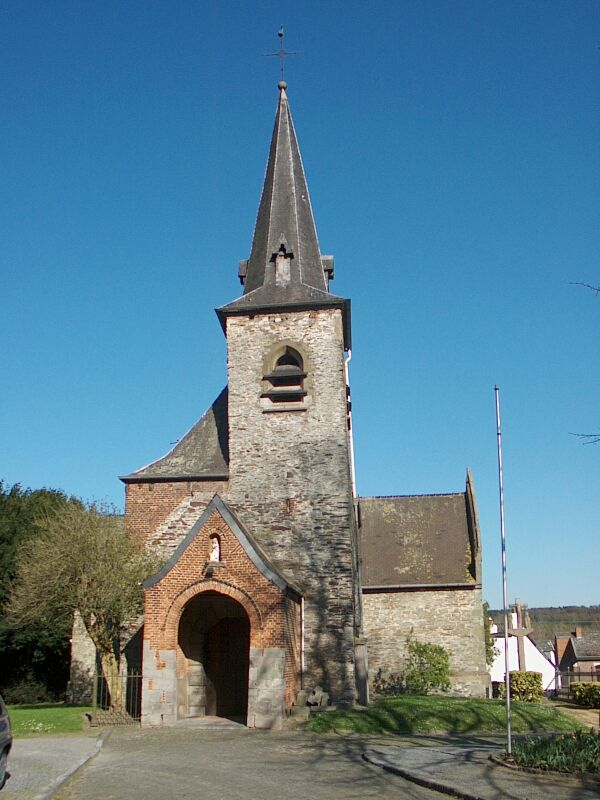
Kirche St-Martin

Oisquercq (niederländisch Oostkerk) war eine Gemeinde in der belgischen Provinz Wallonisch-Brabant an der Sennette und wurde im Jahre 1971 mit der Nachbarstadt Tubize verschmolzen. Die Postleitzahl von Oisquercq ist 1480. 
In dem Ort befand sich ab 1898 eines der ersten großen Elektrizitätswerke des Landes.
Der Haltepunkt Oisquercq der Bahnstrecke Lembeek - Écaussinnes  wurde am 3. Juni 1984 und die Haltestelle des Postbusses am 31. August 1992 geschlossen.

## Name
Der Gemeindename (1138 Auscechirca) bedeutete Kirche des Aldtso oder auch Kirche des Odsa und veränderte sich im Laufe der Zeit zur heutigen niederländischen Form Oostkerk (das bedeutet in etwa Ostkirch), aus der sich wiederum das französische Oisquercq entwickelte.

## Geschichte
Oisquercq war einst Teil des Herzogtums Brabant und der Stadt La Hulpe.
Koordinaten: 50° 40′ 11″ N, 4° 13′ 10″ O